# Cássia Janys Silveira
Cássia Janys Moraes Silveira, posteriormente Cássia Janys  Moraes Silveira Saiovici (Indaiatuba, 22 de Maio de 1958) é a primeira indaiatubana a conquistar o título de Miss São Paulo e a quinta paulista a obter o título nacional de Miss Brasil em 1977 no Ginásio Presidente Médici, em Brasília no dia 18 de Junho daquele ano.

## Concursos de beleza

### Miss São Paulo & Miss Brasil
Em 1977, devido a incentivos de seus tios participou da segunda edição do concurso Miss Indaiatuba, então realizado pela primeira dama do prefeito Clain Ferrari. Superadas inúmeras dificuldades o concurso ganhou forma e foi realizado, elegendo  a jovem Cássia como a mais bela do município. Logo após o título municipal, foi eleita "Miss Região de Campinas" (concurso regional que indicava finalistas do interior do Estado em busca do título de Miss Estado de São Paulo). Com a faixa de "Miss Indaiatuba", foi eleita Miss São Paulo em 11 de Junho de 1977, no Centro de Convenções do Anhembi, em São Paulo.
Com o título que lhe garantia uma posição em busca do título de Miss Brasil, viajou até Brasília para disputar o título que pertencia à também paulista, Kátia Moretto. Ultrapassou vinte e três (23) candidatas de todos os Estados do País e sagrou-se Miss Brasil 1977 no dia 18 de Junho de 1977 transmitido em rede nacional pela Embratel na Rede Tupi, sob a apresentação de Paulo Max e Neiva Nogueira. Deixou Madalena Sbaraíni (Rio Grande do Sul) em segundo lugar, Patrícia Viotti
 
(Distrito Federal) na terceira colocação, Selva Rios Campello (Goiás) em quarto lugar e Jerusa Maria Ribeiro (Bahia) no quinto lugar.
Cássia em um tempo bem curto se tornou o centro das atenções em todo o território nacional. Em sua volta para Indaiatuba, já com a faixa de Miss Brasil foi aclamada por cerca de 10 mil pessoas da sua cidade natal, que contava com uma população total de 65 mil habitantes. Com um desfile em carro alegórico pelas ruas da cidade, Cássia terminou seu trajeto na Praça Prudente de Moraes, onde foi homenageada pelo prefeito Clain Ferrari que decretou feriado municipal no dia de sua chegada.

### Miss Universo
Cássia foi a quinta paulista a disputar o título de Miss Universo pelo Brasil, e assim como sua antecessora, não se classificou na final do certame realizado no dia 11 de Julho de 1977 no Teatro Nacional de Santo Domingo, em Santo Domingo, na República Dominicana. Na ocasião, sagrou-se campeã a representante de Trindade e Tobago, Janelle Commissiong, vale salientar que no momento do anúncio, toda a plateia levantou-se para aplaudir de pé o momento histórico, quando depois de 25 anos de concurso finalmente uma miss negra era coroada como Miss Universo.

## Pós reinado
Durante seu reinado como Miss Brasil, participou de alguns programas da Rede Tupi, entre eles o do animador Raul Gil (onde foi jurada). Nos dias atuais, Cássia é casada com o urologista Dr. Samuel Saiovoci, trabalha como decoradora e tem dois filhos. Em 2004, durante a realização do Miss Brasil 2004, ela e outras 31 ex-misses foram homenageadas na festa dos 50 anos do concurso Miss Brasil.
Em uma entrevista exclusiva ao Portal Mais Indaiá Cássia fala sobre sua experiência e relembra os tempos de Miss: 
| “ | Optei por uma vida mais familiar, hoje moro em São Paulo, tenho 59 anos e estou há 34 anos casada. Tenho 2 filhos e um deles mora em outro país. Sempre o visito e tenho tido uma vida bastante feliz. Trabalhei um ano como júri no programa do Raul Gil, também desfilei para algumas marcas de alta costura e fiz algumas fotos publicitárias. Fora dos holofotes trabalhei na FEBEM e alguns trabalhos sociais. Sou casada com médico, temos um estilo de vida bem reservado e hoje não me envolvo com tanta ênfase nos concursos atuais. Se eu tivesse a maturidade de hoje, com o corpinho de antigamente, com certeza teria aproveitado mais, mas não me arrependo de nada, fiz boas amizades, tenho ótimas lembranças. Nem tudo é alegria, em alguns momentos me decepcionei com algumas pessoas, que se aproveitam de situações para benefício próprio, mas tudo é aprendizado e me sinto feliz de ter vivenciado cada momento. Fico muito feliz em saber que mesmo após esses anos todos, as pessoas de Indaiatuba ainda lembram com tanto carinho de tudo que passei, e da forma como representei a cidade em um concurso tão grande como era na época. Isso é sinal que ainda tenho bons amigos por aí. | ” |